# Георге Таттареску
Георге Таттареску (рум. Gheorghe Tattarescu; жовтень 1818, Фокшани — 24 жовтня 1894, Бухарест) — молдовський та румунський художник, один з засновників неокласицизму в себе на батьківщині.

## Біографія

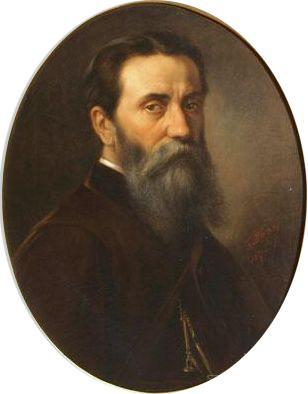
Автопортрет

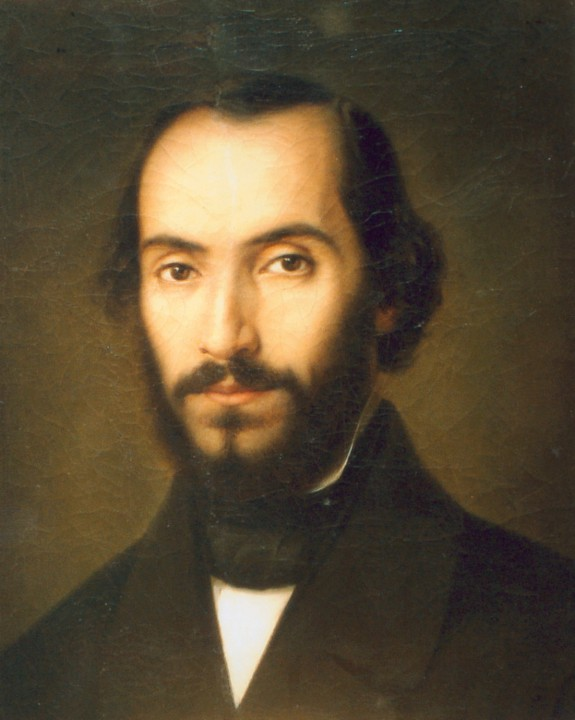
Портрет Ніколає Бальческу (1851)

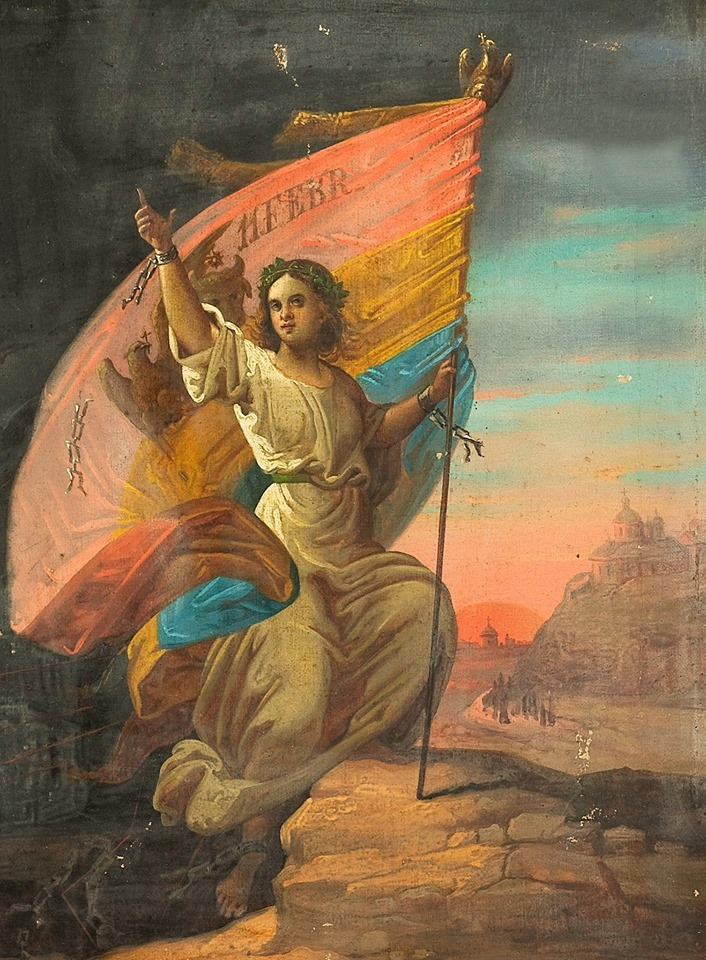
11 лютого — сучасна Румунія

Народився у Фокшанах 1818 року. Починав малювати, навчаючись у свого дядька Ніколає Теодореску, який був церковним маляром. Потім переїхав з дядькому до Бузеу, де продовжив навчання в місцевій художній школі. Згодом єпископ Бузеу допоміг йому здобути стипендію на навчання в Римі, де його навчали професори Академії Святого Луки. Там Таттареску написав копії таких майстрів як Рафаель Санті, Бартоломе Естебан Мурільйо, Сальватор Роза та Гвідо Рені.
1848 року взяв участь у революції на Волощині. Після революції писав портрети її лідерів, які перебували у екзилі — Георге Магеру, Штефана Ґолеску та Ніколає Белческу. Ідеали романтичного націоналізму стали для нього джерелом натхнення у написанні алегорій («Румунське переродження», 1849) та патріотичних тем («Об'єднання Дунайських князівств», 1857 та «11 лютого — сучасна Румунія», 1866).
1860 року отримав велике замовлення на написання визначних місць та історичних подій в Румунії для «Національного альбому». 1875 року проявилась його симпатія до селнських повстань у вигляді картини «Селянин на Дунаї». В цей період він також оздобив кілька церков у стилі неокласицизму.
1864 року разом з Теодором Аманом заснував Національну школу витончених мистецтв в Бухаресті. Там він довгий час працював професором та був старшим майстром з 1891 по 1892 рік.
1865 року написав наукову роботу «Принципи та уроки відображення пропорцій людського тіла та його зображення найвідомішими художниками».
1894 року помер в Бухаресті, похований на цвинтарі Беллу. Будинок, в якому він жив 40 років, зараз служить Музеєм Георге Татареску. Музей був відкритий 1951 року та зберігає кілька його оригінальних робіт.

## Галерея
Клацніть на зображення для збільшення.

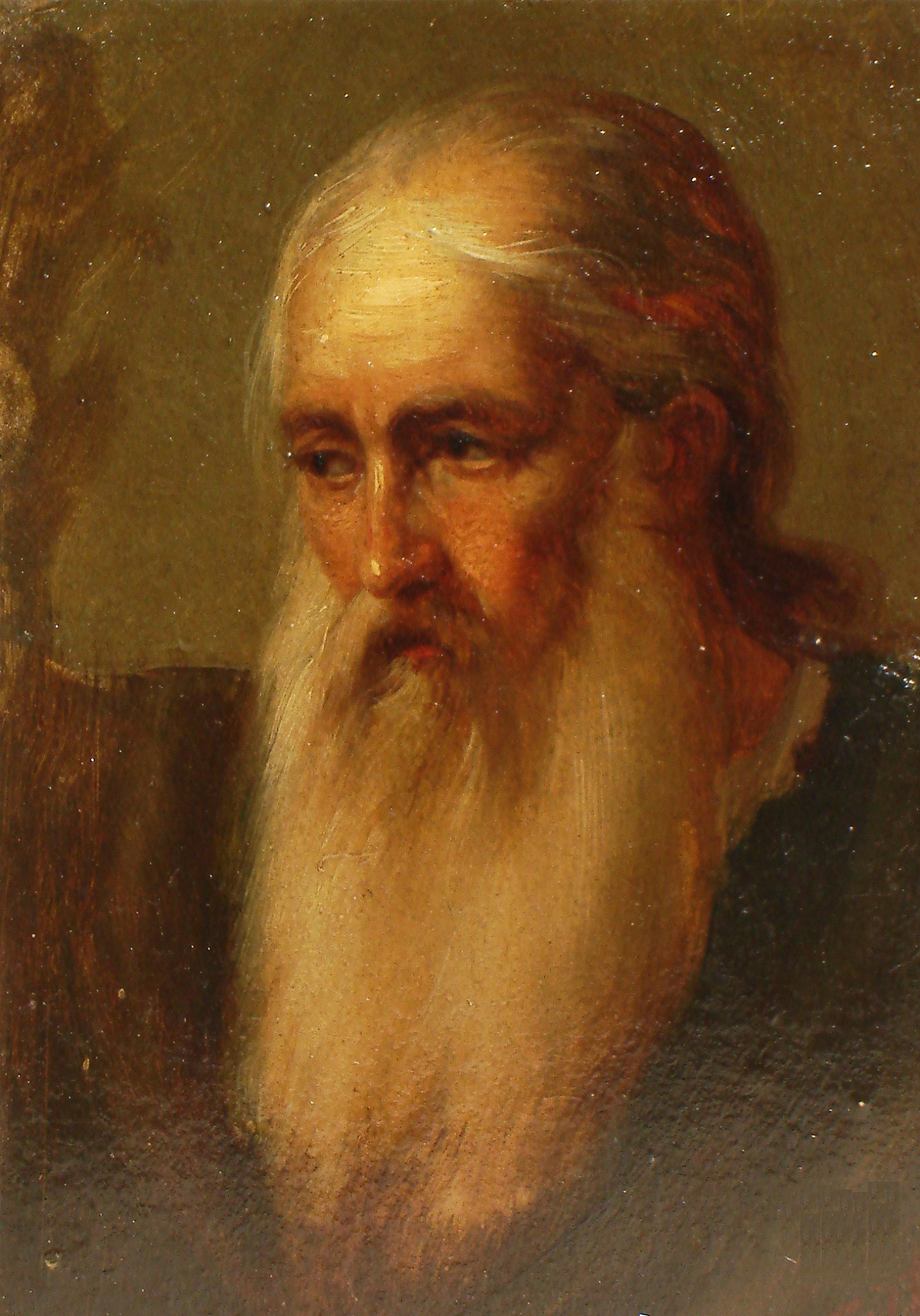
Старий монах
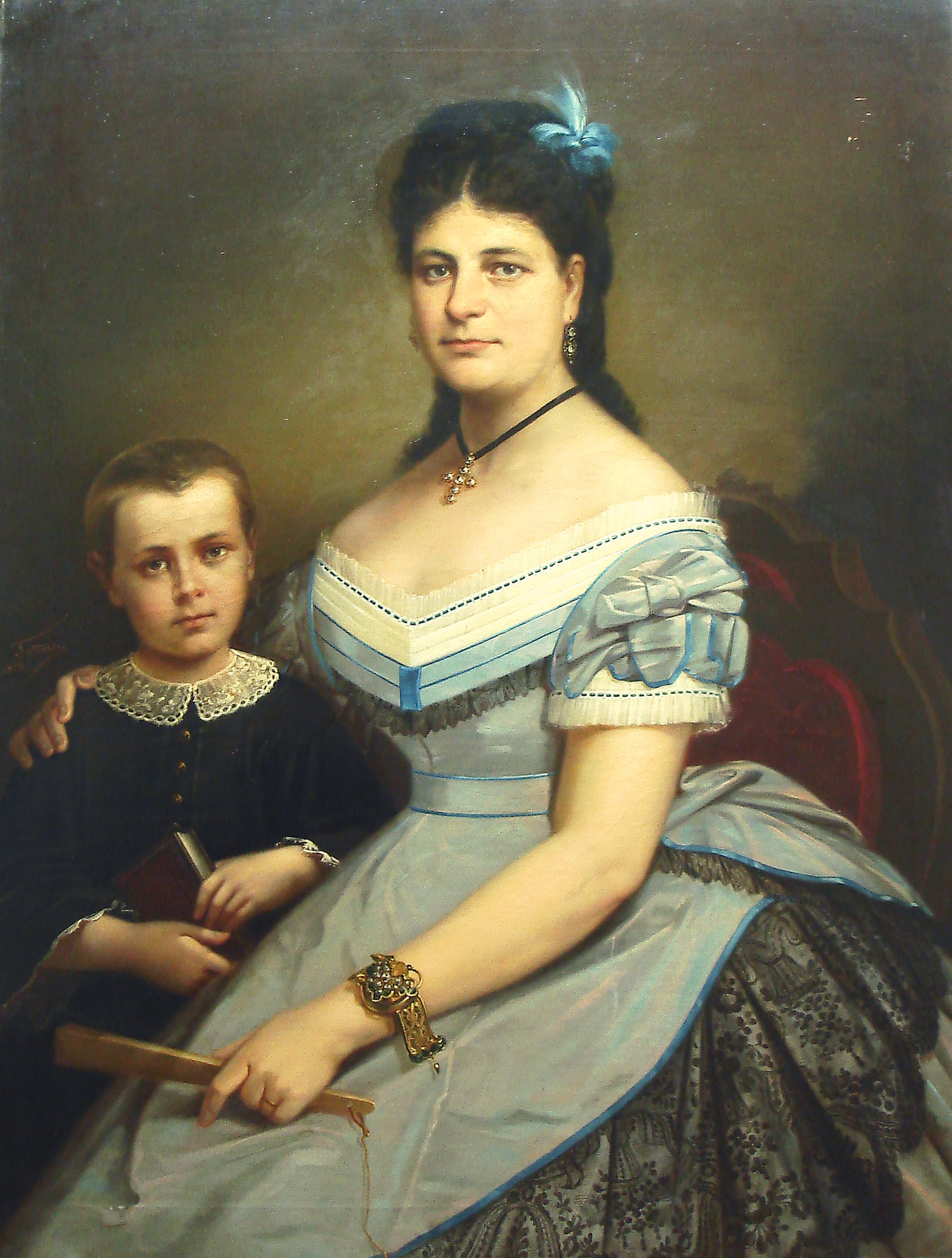
Дружина та син художника
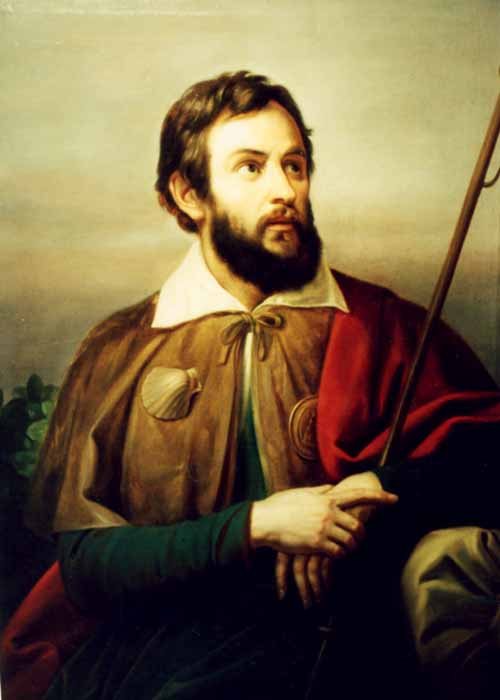
Паломник
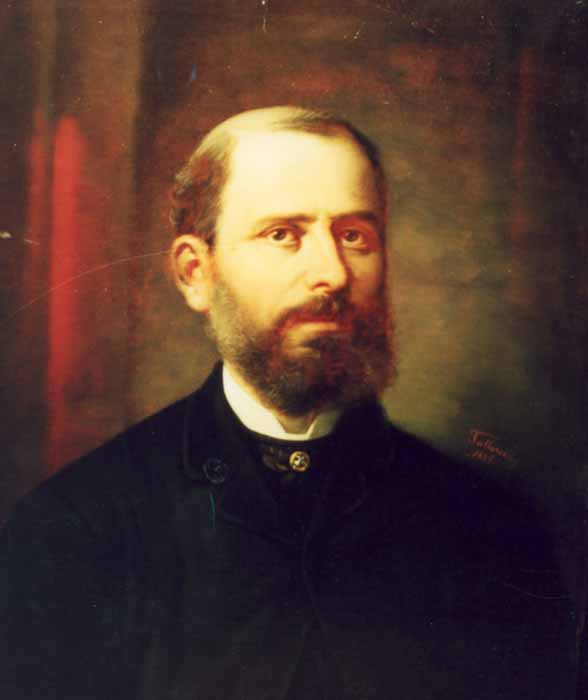
Портрет Іона Градіштяну
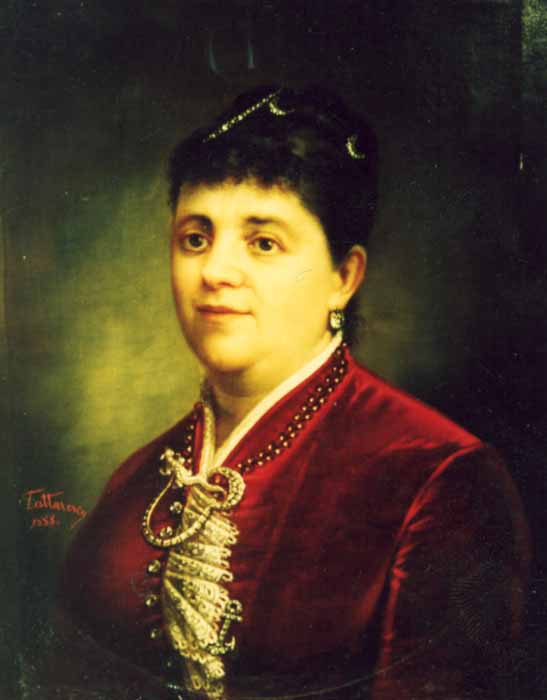
Портрет Марії Градіштяну
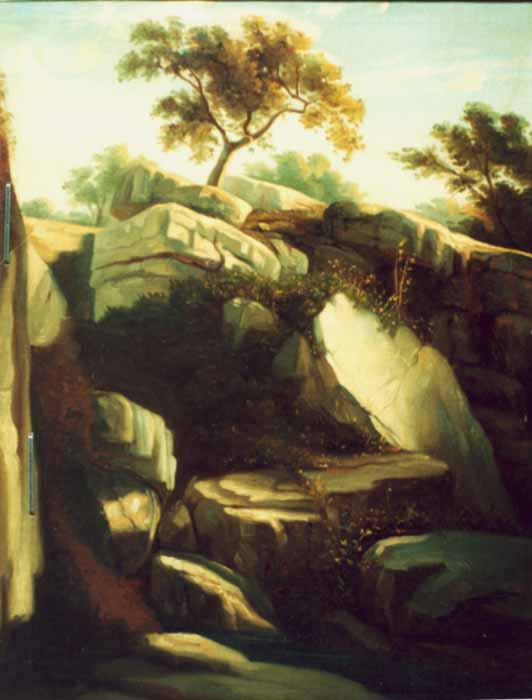
Пейзаж з Італії
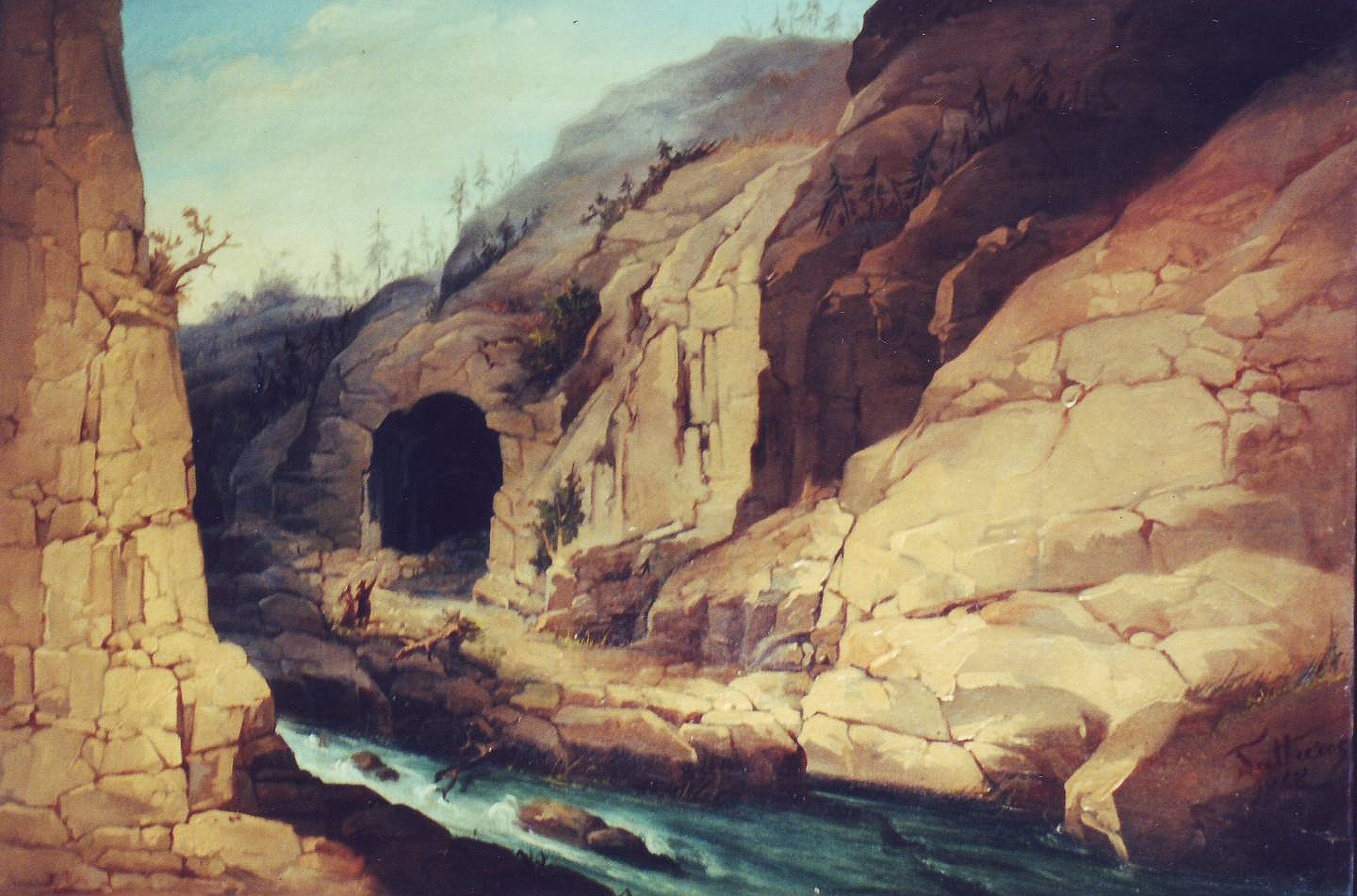
Печера Дембовічера